# Las Meninas (Isabel de Velasco i María Bárbola)
Las Meninas (Isabel de Velasco i María Bárbola) és un oli sobre tela de 130 × 96 cm pintat per Pablo Picasso a Canes l'any 1957 i dipositat al Museu Picasso de Barcelona.

## Context històric i artístic
En aquesta seqüència, Picasso presenta la imatge sencera de la menina Isabel de Velasco, filla dels comtes de Colmenares, i de la criada macrocefàlica d'origen alemany, Mari Bárbola. Sorprèn, una vegada més, per la seua espontaneïtat. El diari que zelosament va escriure Picasso, seduït en tot moment pel Velázquez, torba, de nou, per la capacitat creativa i la bellesa plàstica que comporta aquesta creació del principi de novembre de l'any 1957.

## Descripció
Picasso centra la composició en tots dos personatges, si bé el dramatisme de la pintura el dona la nana Mari Bárbola que manté una actitud gairebé desafiant. Les seues mans, com grapes, i les extremitats superiors són molt gràfiques i estan fetes amb un estil primari, immediat. Sembla que volen aturar-nos. L'artista li cobreix el rostre amb un vel transparent que filtra la imatge d'una cara gairebé monstruosa i extremadament agressiva. Mentrestant, la menina, de cara arrodonida, la mira de reüll. Picasso resol amb gran enginy les textures de les transparències dels vels de les nenes i, amb una puresa gràfica extraordinària, els vestits estructurals amb plans, ben perfilats, de colors freds que contrasten amb la calidesa del vermell del fons i del groc brillant del terra. Com en la resta d'obres que formen la sèrie, es lliura a un exercici d'estil fora del comú.
Fou donat per l'artista al Museu Picasso de Barcelona l'any 1968.